# Дом без адреса
«Дом без а́дреса» — художественный фильм в жанре психологической драмы, дебютная работа режиссёра Андрея Холенко.
Съёмки фильма начались в июне 2010 года в Подмосковье, а его премьера состоялась в сентябре 2010 года во Владивостоке на Международном кинофестивале стран Азиатско-Тихоокеанского региона «Меридианы Тихого».
В ноябре 2010 фильм победил в номинации «Лучший полнометражный фильм на иностранном языке» на Американском международном кинофестивале (AIFF 2010).
В 2011 году фильм «Дом без адреса» стал победителем Международного фестиваля буддийского кино в Шри-Ланке (International Buddhist Film Festival) в номинации «Лучший фильм на иностранном языке».

## Сюжет
Люди приходят в этот мир для счастья, но почему-то чаще выбирают страдание.
30-летняя Анна приезжает в дом для престарелых навестить свою мать, но узнаёт, что та умерла год назад. На обратном пути Анна и её друг Андрей попадают в аварию. Пытаясь спасти истекающего кровью Андрея, Анна обнаруживает неподалёку дом, на котором нет адреса. Дом безлюден, хотя повсюду видны следы недавнего присутствия людей. Анна ищет помощи, но в этом странном месте она встречает лишь безмолвных призраков прошлого — свою умершую мать и своего нерождённого сына. Анна, помимо своей воли, предстаёт перед самым безжалостным судьёй — своей совестью. Она больше не верит, что когда-нибудь вновь сможет стать счастливой, когда как и прежде не за что будет себя винить.
Всё можно изменить, нужно только пожелать.

## В ролях
- Лидия Омутных — Анна
- Светлана Немоляева, народная артистка РСФСР — мать Анны
- Платон Шмаков — Мальчик, нерожденный сын Анны
- Иван Савченко — Андрей, друг Анны

## Съемочная группа
- Авторы сценария — Юрий Гончаров, Алена Шмакова, Андрей Холенко
- Режиссёр-постановщик — Андрей Холенко
- Оператор-постановщик — Дмитрий Улюкаев
- Композитор — Дарья Гарбузняк
- Операторы — Артем Алексашенко, Иван Труфанов
- Видеоинженер — Вячеслав Пенязь
- Звукорежиссёр — Станислав Мринский
- Второй режиссёр — Анастасия Зубова
- Помощник режиссёра — Алла Лиманская
- Бригадир осветителей — Александр Салтыков
- Мастер по свету — Олег Вовк
- Грим — Нина Кравчук, Дарья Юношева
- Монтаж — Христо Тодоров, Андрей Холенко
- Цветокоррекция — Дмитрий Ларионов
- Продюсер — Алена Шмакова